# Im Saal
Im Saal ist eine Erzählung von Theodor Storm. Sie entstand 1848 und erschien 1851 in dem Band Sommergeschichten und Lieder.

## Inhalt

### Beginn der Rahmenhandlung
Anlässlich einer Kindstaufe findet eine Familienfeier in einem Saal im Haus der Eltern statt. Anwesend ist auch Barbara, die Urgroßmutter des getauften Mädchens, das nach ihr ebenfalls Barbara genannt wurde. Der Vater des Kindes (also der Enkel der alten Barbara) stellt Beschädigungen an der Decke des alten Saals fest und kündigt an, ihn umzubauen. Daraufhin erzählt die Urgroßmutter eine Episode aus ihrer Kindheit, als es den Saal noch nicht gab und sich an dessen Stelle ein Garten befand.

### Binnenhandlung
Barbara beschreibt detailliert den Garten: Die von Buchsbaumhecken umfassten Beete, die Aprikosenspaliere an der rückwärtigen Mauer, eine Lindenlaube und eine Schaukel. Sie erzählt, wie sie in diesem Garten eines Tages ihren zukünftigen Ehemann kennenlernte: Sie saß als achtjähriges Mädchen in der Laube und er war ein junger Geschäftspartner ihres Vaters, der sich im Garten mit ihrem Vater unterhielt. Als der Vater ins Haus gerufen wird, kommt der junge Mann zu ihr und gibt ihr Schwung beim Schaukeln. Beide verstehen sich gut und sie schenkt ihm eine herabgefallene Aprikose.
Beim Abendessen versucht Barbara vergeblich, die Aufmerksamkeit des jungen Herrn zu erlangen, erst beim Gutenachtsagen fragt er sie: „Schaukeln wir morgen?“. Der Tag mit dem jungen Herrn „stand immer als ein heller Punkt in ihrer Erinnerung“, doch erst acht Jahre später sieht Barbara ihn wieder und die beiden verloben sich. Anlässlich der Hochzeit lässt Barbaras Vater anstelle des Gartens den Saal bauen.

### Ende der Rahmenhandlung
Die alte Barbara trauert dieser Zeit und ihrer strengeren ständischen Gesellschaftsordnung nach: „[W]ir wollten noch nicht alles besser wissen als die Majestäten und ihre Minister“, wer „seine Nase in die Politik steckte“ wurde gemieden, und jedem sah man seinen Stand schon an der Kleidung an. Ihr Enkel widerspricht ihr und plädiert für eine Abschaffung der Adelsprivilegien.
Barbara vermisst ihren längst verstorbenen Mann und möchte ihm „nachkomme[n]“. Sie erzählt davon, wie seine Leiche damals auch in diesem Saal aufgebahrt war, und beschließt ihre Geschichte mit Bezug auf ihre Urenkelin: „Möge der liebe Gott sie ebenso glücklich und zufrieden zu meinen Tagen kommen lassen!“ Ihr Enkel beschließt nun, den Saal nicht umbauen, sondern einreißen und den Garten wieder anlegen zu lassen, schließlich gebe es auch wieder eine „kleine Barbara“, die dort schaukeln und vielleicht eines Tages ihren Bräutigam kennenlernen kann.

## Thematik
Zentrales Thema der Erzählung ist die Beständigkeit, Liebe und Geborgenheit innerhalb einer Familie. Die Achtung vor den Älteren und die Sorge um die Jüngeren hält die Generationen zusammen. Meinungsverschiedenheiten über soziale und politische Themen können diesem Zusammenhalt nichts anhaben. Der Wechsel der Generationen erscheint (durch die Namensgleichheit zwischen Urgroßmutter und Urenkelin sowie durch den wieder anzulegenden Garten) als fortdauernder Kreislauf.